# سیارک ۱۲۰۸۹
سیارک ۱۲۰۸۹ (به انگلیسی: 12089 Maichin، نامگذاری:1998HO35) دوازده هزار و هشتاد و نهمین سیارک کشف شده‌است که در ۲۰ آوریل ۱۹۹۸ کشف شد.
قدر مطلق سیارک برابر ۱۶.۲ است.